# Pemba Południowa
Pemba Południowa (suahili: Kusini Pemba, ang. Pemba North)  – region (mkoa) w Tanzanii.
W 2002 roku region zamieszkiwało 175 471 osób. W 2012 ludność wynosiła 195 116 osób, w tym 93 871 mężczyzn i 101 245 kobiet, zamieszkałych w 35 884 gospodarstwach domowych.
Region podzielony jest na 2 jednostki administracyjne drugiego rzędu (dystryktów):
- Chake Chake
- Mkoani